# Magyar Honvédség Parancsnokság (2022)

## Története
Magyar Honvédség Parancsnoksága (MHP) az ország katonai védelemre való felkészítésének stratégiai szintű tervező-szervező és a Magyar Honvédség (MH) katonai tevékenységének felső és műveleti szintű feladatait irányító vezető szerve.
Alapvető rendeltetése szerint biztosítja Magyarország függetlenségének, területi épségének és határainak védelmét, továbbá nemzetközi szerződésből eredő közös védelmi és békefenntartó feladatokat lát el, valamint a nemzetközi jog szabályaival összhangban humanitárius tevékenységet végez.
Az MHP mint új katonai szervezet a Honvédelmi Minisztérium és a Honvéd Vezérkar különválásával, valamint ezzel egy időben a Honvéd Vezérkar és az Összhaderőnemi Parancsnokság összeolvadásával, azok jogutód szervezeteként 2019. január 1-jei hatállyal alakult meg és 2022. december 31-el szűnt meg.
A Magyar Honvédség visszatért a korábbi szervezeti egységhez. Újból létre jöttek a haderőnemi parancsnokságok, amik újra a Honvéd Vezérkar Főnökének közvetlen irányítása alatt állnak.

## Irányítása

### Főparancsnok
- Köztársasági elnök – Sulyok Tamás
- Különleges jogrend – Honvédelmi Tanács

### Kormány
- Honvédelmi miniszter – Szalay-Bobrovniczky Kristóf

### Magyar Honvédség Parancsnoksága, Honvéd Vezérkar
- Magyar Honvédség Parancsnoka, Vezérkari Főnöke – dr. Böröndi Gábor vezérezredes.

## Magyar Honvédség
Az MHP székhelye Székesfehérvár, jelenleg azonban két helyőrségben, Székesfehérváron és Budapesten települ.
Vezetői állomány:
- Parancsnok: dr. Böröndi Gábor vezérezredes
- Parancsnok helyettes: Sándor Zsolt altábornagy
- Törzsfőnök: Bozó Tibor vezérőrnagy
- A törzsfőnök műveleti helyettese: Garas László vezérőrnagy
- A törzsfőnök támogató helyettese: Kaposvári László vezérőrnagy
- Vezénylőzászlós: Kaszab Zoltán főtörzszászlós

#### Haderőnemi szemlélőségek

##### Haderőnemi Szemlélőség (szárazföld)
– A haderőnemi szemlélő (szárazföld) által irányított katonai szervezetek:
MH 1. Honvéd Tűzszerész- és Hadihajós Ezred (Budapest)
MH 5. Bocskai István Lövészdandár (Debrecen)
MH 24. Bornemissza Gergely Felderítő Ezred (Debrecen)
MH 25. Klapka György Lövészdandár (Tata)
MH 37. II. Rákóczi Ferenc Műszaki Ezred (Szentes)
MH 93. Petőfi Sándor Vegyivédelmi Zászlóalj (Székesfehérvár)
MH Görgey Artúr Vegyivédelmi Információs Központ (Budapest)
MH Kiber- és Információs Műveleti Központ (Szentendre)

##### Haderőnemi Szemlélőség (légierő)
– Az MHP-nak az MH légierő haderőnem fejlesztését, valamint fenntartását irányító és felügyeletét ellátó önálló szervezeti egysége.
Haderőnemi szemlélő (légierő): Kilián Nándor vezérőrnagy
– A haderőnemi szemlélő (légierő) által irányított katonai szervezetek:
MH 12. Arrabona Légvédelmi Rakétaezred (Győr)
MH vitéz Szentgyörgyi Dezső 101. Repülődandár (Kecskemét)
MH 86. Szolnok Helikopter Bázis (Szolnok)
MH Légi Műveleti Vezetési és Irányítási Központ (Veszprém)
MH 47. Bázisrepülőtér (Pápa)

##### Haderőnemi Szemlélőség (logisztika)
– Az MHP-nak az MH logisztikai és támogató erői fejlesztését, valamint fenntartását irányító és felügyeletét ellátó önálló szervezeti egysége.
Haderőnemi szemlélő (logisztika): Schmidt Zoltán vezérőrnagy
– A haderőnemi szemlélő (logisztika) által irányított katonai szervezetek:
MH Anyagellátó Raktárbázis (Budapest)
MH Katonai Közlekedési Központ (Budapest)
MH Légijármű Javítóüzem (Kecskemét)
MH 64. Boconádi Szabó József Logisztikai Ezred (Kaposvár)
– A haderőnemi szemlélő (logisztika) az MH Egészségügyi Központ (Budapest) vonatkozásában fennálló elöljárói jogkörét a Honvédelmi Minisztérium közigazgatási államtitkára kormányrendeletben nevesített irányítói, illetve az MH egészségügyi főnöke kormányrendeletben meghatározott szakmai elöljárói jogkörének sérelme nélkül gyakorolja.

##### Haderőnemi Szemlélőség (különleges műveleti)
– Az MHP-nak az MH különleges műveleti erői fejlesztését, valamint fenntartását irányító és felügyeletét ellátó önálló szervezeti egysége
Haderőnemi szemlélő (különleges műveleti): Sándor Tamás vezérőrnagy
– A haderőnemi szemlélő (különleges műveleti) által irányított katonai szervezet:
MH 2. vitéz Bertalan Árpád Különleges Rendeltetésű Dandár (Szolnok)

##### Haderőnemi Szemlélőség (kibervédelmi)
– Az MHP-nak az MH kibervédelmének és kiberműveleti képességeinek stratégiai szintű képességkialakító, az MH kibervédelmi szakterülete fejlesztését irányító és felügyeletét ellátó önálló szervezeti egysége.
Haderőnemi szemlélő (kibervédelmi): prof. dr. Kovács László dandártábornok
– A haderőnemi szemlélő (kibervédelmi) irányítja az MHP, valamint az MH hadrendjébe tartozó katonai szervezetek kibervédelmi tevékenységét. Meghatározza a szakterülete vezetéséhez szükséges szervezeti kialakítás alappilléreit, struktúráját. Az MHP Infokommunikációs és Információvédelmi Csoportfőnökséggel együttműködve koordinálja a kibervédelmi képességfejlesztést, valamint harmonizálja ezen képességek kialakítását.
Az MHP haderőnemi szemlélők irányítási feladataikat szolgálati és szakterületükön, szakmai és szolgálati elöljárói jogkört gyakorolva látják el.
Az MHP haderőnemi szemlélőségek nem önálló szervezeti egységei a haderőnemi irodák. Fő feladatuk az MHP haderőnemi szemlélők szakmai elöljárói döntéstámogatása, valamint közreműködés az MHP csoportfőnökségei szakmai tevékenységének összehangolásában.

#### Csoportfőnökségek

##### Személyzeti Csoportfőnökség
– A honvédelmi szervezetek központi személyügyi, valamint humánszolgálati, katonai igazgatási, toborzó és a szociális gondoskodás körébe tartozó feladatait ellátó szervezeti egység.
– Központi személyügyi szerv a honvédelmi szervezeteknél szolgálatot teljesítő honvédek és honvédelmi alkalmazottak, munkavállalók és közalkalmazottak vonatkozásában. – Csoportfőnök: Kozmér István ezredes csoportfőnök
– A Személyzeti Csoportfőnökség nem önálló szervezeti egységei:
- Központi Humánerőforrás-támogató Főnökség
- Karriertervezési és Humánerőforrás-gazdálkodási Főnökség
- Humánszolgálati Főnökség
- Katonai Igazgatási és Toborzó Főnökség
- Művelettámogató Személyügyi Főnökség Személyügyi Főnökség
- Menedzsment és Fejlesztési Főnökség

##### Hadműveleti Csoportfőnökség
– Az MHP felső szintű műveletirányító és műveletvezető szervezeti egysége.
Csoportfőnök: Somogyi János dandártábornok
– A Hadműveleti Csoportfőnökség nem önálló szervezeti egységei:
- Művelettervező Főnökség 
  - Stratégiai Tervező Blokk
  - Művelettervező Blokk
- Műveleti Biztosító Főnökség 
  - Biztosító Blokk
  - Erők Védelme Blokk
- Nemzetközi Műveletek Főnökség 
  - Nemzetközi Tervező Blokk
  - Általános Vezetési Blokk
  - Műveleti Blokk
- Műveletvezető Főnökség 
  - Összhaderőnemi Műveletvezető Blokk
  - Szárazföldi Műveleti Blokk
  - Légierő Műveleti Blokk
  - Céltervező és Kezelő Blokk
  - Általános Tervező Blokk
- Fegyverzet-ellenőrzési Főnökség
- Nem-kinetikus Főnökség
- Különleges Műveleti Főnökség
  - Műveleti Blokk
  - Támogató Blokk

– A Hadműveleti Csoportfőnökség csoportfőnöke szakmai elöljáróként irányítja: az MH katonai szervezetei alkalmazására vonatkozó hadműveleti követelmények meghatározásával, az őrzésbiztonsággal és az őrzés-védelmi technikai fejlesztéssel, a katonai rendészettel, nem-kinetikus szakterülettel, valamint a honvédelmi katasztrófavédelmi rendszerrel és az MH készenléte fokozása és fenntartása rendszerével kapcsolatos szakmai feladatok MH szintű végrehajtását.

##### Logisztikai és Gazdálkodási Csoportfőnökség
– Az MHP stratégiai és hadműveleti szintű logisztikai és gazdálkodási, logisztikai tervezési, szervezési és irányítási szerve.
Csoportfőnök: Mogyorósi József ezredes
– A Logisztikai és Gazdálkodási Csoportfőnökség nem önálló szervezeti egységei:
- Logisztikai Támogató Főnökség
- Logisztikai Műveleti és Közlekedési Főnökség
- Technikai Rendszerek Főnökség
- Légijármű Fenntartó Főnökség
- Ellátási Főnökség
- Logisztikai Erőforrás és Költségvetési Főnökség
- Egészségügyi Műveleti Főnökség
- Élettartam-menedzsment Főnökség
- Infrastrukturális Főnökség

– A Logisztikai és Gazdálkodási Csoportfőnökség csoportfőnöke a haderőnemi szemlélővel (logisztika) egyetértésben felelős a logisztikai szakterületet szabályozó belső rendelkezések előkészítéséért, kidolgozásáért, illetve kiadásáért, valamint hatályosulásának nyomon követéséért.

##### Haderőtervezési Csoportfőnökség
– Az MHP haderőtervezésért, az MH képességei és hadfelszerelése fejlesztéséért, szervezéséért és transzformációjáért felelős felső szintű katonai tervező és szervező szerve.
Csoportfőnök: dr. Sticz László vezérőrnagy
– A Haderőtervezési Csoportfőnökség nem önálló szervezeti egységei:
- Haderőtervezési Főnökség Haderőszervezési Főnökség
- Fegyvernemi Képességtervező Főnökség
- Transzformációs Főnökség
- Haderőfejlesztési Programok Főnökség
- Szárazföldi Hadfelszerelési Rendszerek Fejlesztési Főnökség
- Légierő Hadfelszerelési Rendszerek Fejlesztési Főnökség
- Vezetési és Irányítási Rendszerek Fejlesztési Főnökség

A Haderőtervezési Csoportfőnökség csoportfőnöke szakmai elöljáróként irányítja a haderőtervezési és a haderőszervezési feladatok MH szintű végrehajtását. – A Haderőtervezési Csoportfőnökség csoportfőnöke, mint a védelmi tervezési eljárásrend szerint szakterületi felelős szervezet vezetője szakmai elöljáróként irányítja az MH képességfejlesztésével kapcsolatos feladatok végrehajtását. – A Haderőtervezési Csoportfőnökség csoportfőnöke, mint az MH transzformációs főnöke szakmai elöljáróként irányítja az MH transzformációval kapcsolatos szakmai feladatai (doktrína- és szabályzatfejlesztés és szabványosítás, koncepciófejlesztés, terminológiai harmonizáció, tapasztalatfeldolgozás és honvédségi tudományos munka) megvalósításával összefüggő feladatok végrehajtását.

##### Infokommunikációs és Információvédelmi Csoportfőnökség
– A honvédelmi szervezetek infokommunikációs, információvédelmi és frekvenciagazdálkodási tevékenységének felső szintű tervező, szervező, felügyeleti, illetve a Magyar Honvédség Zártkörű Hírközlő Hálózat hálózatgazdai feladatait átruházott jogkörben ellátó szerve.
Csoportfőnök: Gerőfi Szilárd dandártábornok
– Az Infokommunikációs és Információvédelmi Csoportfőnökség nem önálló szervezeti egységei:
- Biztonsági Referatúra Tervezési és Fejlesztési Főnökség
- Stacioner Rendszerek Főnökség
- Telepíthető Rendszerek Főnökség
- Elektronikus Információvédelmi Főnökség
- Általános Információvédelmi Főnökség

– Az Infokommunikációs és Információvédelmi Csoportfőnökség csoportfőnöke szakmai elöljáróként irányítja a vezetés-irányítási rendszerekkel az információvédelemmel és a frekvenciagazdálkodással kapcsolatos szakfeladatok MH-szintű végrehajtását.

##### Kiképzési Csoportfőnökség
– Az MH kiképzése irányításáért felelős felső szintű katonai tervező szerv.
Csoportfőnök: Antal László dandártábornok
– A Kiképzési Csoportfőnökség nem önálló szervezeti egységei:
- Általános Katonai Kiképzési és Képzési Főnökség
- Szakkiképzési és Kiképzésellenőrzési Főnökség
- Gyakorlattervező Főnökség

– A Kiképzési Csoportfőnökség csoportfőnöke szakmai elöljáróként ellátja: a kiképzési rendszerek egységes irányításával kapcsolatos szakfeladatokat.

#### A Magyar Honvédség parancsnokának közvetlen irányítása alatt működő önálló szervezeti egységek
3.1. Parancsnoki Iroda
3.2. Tervezési és Vezetési Főnökség
3.4. Repülésbiztonsági Főnökség
3.5. Biztonságtechnikai Főnökség
3.6. Pénzügyi Gazdasági Főnökség
3.7. Belső Ellenőrzési Főnökség

## Jogszabályok
Magyarország Alaptörvénye
 Honvédelmi törvény
 Honvédelmi törvény Korm,rendelete
 Honvédség honlapja